# ديريك وارد (لاعب كرة قدم أمريكية)
ديريك وارد (بالإنجليزية: Derrick Ward)‏ هو لاعب كرة قدم أمريكية أمريكي، ولد في 30 أغسطس 1980 في لوس أنجلوس في الولايات المتحدة.

## وصلات خارجية
- ديريك وارد على موقع مرجع كرة القدم المحترفة.كوم (الإنجليزية)